# マリア・ロレット
マリア・ロレット （スペイン語: María Isabel Lloret Ivorra、1971年6月4日 - ）は、スペイン・アリカンテ県ビジャホヨーサ/ラ・ビラ・ホヨーサ出身の新体操選手。

## 経歴
1980年代後半の新体操競技界は、1988年のソウルオリンピックでソ連のマリーナ・ロバチが王座を奪回するまで、新体操王国ブルガリアの王座が続いていた。そのブルガリア・ソ連に次ぐポジションを争っていたのがスペインであり、ムンサラート・マンサナーレス（1986年欧州選手権12位）、マリア・マルティン（Maria Martin、1988年ソウルオリンピック20位）などがいた。その中でも、ブルガリア・ソ連に次ぐポジションとしてスペインの地位を確立させたのがマリア・ロレットである。
1988年のソウルオリンピックにおいて、ブルガリア・ソ連の上位4選手においてはミスのない限り10点満点が連発されていた。その次のグループとして、高難易度の技を確実に決め、また自身の美しさを存分にアピールしたマリア・ロレットが決勝において全種目9.850点をマークし、個人総合5位を獲得しソ連・ブルガリアに次ぐ3番手の座を確保した。
ロレットの引退後、1989年の世界選手権ではアナ・バウティスタが5位をキープし、新体操における3番手の国としてのポジションを死守した。スペインで開催された1992年バルセロナオリンピックでは、カロリーナ・パスクアルが個人総合で銀メダルを獲得した。

## 略歴
| 年   | 大会                                   | 個人総合 | 種目別                    |
| ---- | -------------------------------------- | -------- | ------------------------- |
| 1986 | ヨーロッパ新体操選手権フィレンツェ大会 | 22位     |                           |
| 1987 | 世界新体操選手権ヴァルナ大会           | 9位      | ロープ・クラブ・リボン8位 |
| 1988 | ヨーロッパ新体操選手権ヘルシンキ大会   | 9位      | 種目別クラブ6位           |
| 1988 | ソウルオリンピック                     | 5位      |                           |